# Charte du travail du 4 octobre 1941
Pour les articles homonymes, voir Charte du travail.
Lire en ligne

Texte de la Charte sur Wikisource

La Charte du travail est une loi française sur le droit du travail, signée le 4 octobre 1941 par le régime de Vichy sous l'occupation allemande.
Elle est abolie par une ordonnance du Gouvernement provisoire de la République française datée du 27 juillet 1944.

## Contexte

### Dissolution des syndicats (novembre 1940)
Avec la loi du 16 août 1940, le régime de Vichy du maréchal Pétain met en place, dans chaque branche industrielle ou commerciale, les comités d'organisation (C.O.), supposés provisoires mais qui ont perduré.
La loi annonce également la dissolution de confédérations syndicales de travailleurs et de patrons. Des décrets pris le 9 novembre 1940 pour application de la loi dissolvent trois confédérations de syndicats de travailleurs,, :
- la Confédération générale du travail (CGT),
- la Confédération française des travailleurs chrétiens (CFTC),
- la Confédération des syndicats professionnels français (CSPF),

et trois groupements patronaux :
- la Confédération générale du patronat français (CGPF),
- le Comité des forges de France (CFF),
- le Comité central des houillères de France (CCHF).

### Influences
Annoncée depuis 1940, soutenue par le renouveau de l'idée corporatiste dans les années 1930, la charte fait la synthèse entre diverses influences, parfois contradictoires :
- les milieux syndicalistes proches du ministère du Travail, occupé par René Belin, ancien de la CGT, partisans d'un corporatisme à base syndicale et d'une collaboration des classes sociales ;
- l'Italie fasciste de Mussolini a promulgué une Charte du travail en 1927, mais dans un cadre plus autoritaire et plus favorable aux patrons ;
- la Charte hérite également du catholicisme social, qui le premier a développé le terme de corporation avec notamment la contribution de René de La Tour du Pin ;
- le courant « anti-Lumières » et contre-révolutionnaire d'inspiration maurrassienne, hostile au syndicalisme : la Charte, par la mise en place de corporations, entend revenir sur le décret d'Allarde voté en 1791 ;
- l'économiste François Perroux se prononce pour une association entre patrons et employés, sur le modèle portugais de Salazar ;
- une partie du patronat militait pour une mise en place de la « profession organisée ».

Pétain évoque la question sociale dans certains de ses discours, notamment le 1er mars 1941 à Saint-Étienne : il préconise un État qui donne une impulsion à l'action sociale, une « communauté de travail » au sein de l'entreprise, base de « l'organisation professionnelle », annonce la création d'« organismes simples » qui ne seront pas « des organisations de classe » mais seront des organismes dans lesquels patrons, cadres et ouvriers « rechercheront ensemble les solutions des problèmes actuels dans une commune volonté de justice ».

## Histoire

### Rédaction
Il a fallu plusieurs projets et des compromis pour aboutir à ce texte, entre notamment les tenants d'un corporatisme à base syndicale liés au ministère du Travail et ceux d'un corporatisme traditionnel, proches de l'entourage du maréchal Pétain. Ce dernier a rejeté plusieurs projets préparatoires soumis par René Belin puis a confié la rédaction du projet définitif non pas au ministre du Travail mais à un chargé de mission à la présidence du Conseil, le lieutenant-colonel Gaston Cèbe, qui a rédigé plusieurs versions successives du texte de loi.

### Comité d'organisation professionnelle
Un décret du 28 février 1941 crée un comité d'organisation professionnelle pour contribuer à la rédaction du texte. Sa composition est fixée par arrêté du 26 mars,, :
- président :
  - Henri Moysset, secrétaire général de la vice-présidence du Conseil ;
- vice-présidents :
  - Jacques Lenté, président de l'Union des industries métallurgiques et minières,
  - Auguste Savoie (d), du syndicat de l'alimentation ;
- un proche du maréchal Pétain et futur ministre :
  - Lucien Romier, chargé de mission auprès du chef de l'État,
- hauts fonctionnaires :
  - Georges Chassagne, chargé de mission au cabinet du secrétaire d'État à la Production industrielle, qu'il représente,
  - Dauvergne, inspecteur des mines, représentant le secrétaire d'État aux Communications,
  - Henri Zaffreya, directeur de l'Économie générale, représentant le secrétaire d'État à l'Économie nationale et aux Finances ;
- secrétaires :
  - Gaston Cèbe, chargé de mission au secrétariat général de la vice-présidence du Conseil,
  - De Wailly, directeur adjoint au secrétariat d'État à l'Économie nationale et aux Finances ;
- personnalités qualifiées :
  - Lucien Allix (d), de la Confédération générale des cadres de l'économie française,
  - René Bard, secrétaire général adjoint de la Fédération des mineurs,
  - Gérard Bardet, constructeur de machines automatiques,
  - Marcel Bonnet, de la Fédération des syndicats de l'habillement,
  - Georges Bouf, vice-président de la Fédération nationale du bâtiment et des travaux publics,
  - Antoine Charial (en), président de la Chambre consultative des coopératives de production, président de la coopérative de production L'Avenir,
  - De Clavière, du Syndicat de maîtrise des mines,
  - Henri Donon, président de l'Union des syndicats patronaux des industries textiles de France,
  - Dubois, ingénieur de la Confédération des travailleurs intellectuels,
  - Maxime Foulet, employé de commerce, secrétaire général de l'Union des syndicats d'ouvriers et employés de la région parisienne,
  - Henri Huguet, maître serrurier, président du Comité d'entente et d'action artisanale,
  - André Jeannin, maître plombier, président de la Chambre des métiers du Cher,
  - Pierre Laguionie, administrateur des grands magasins du Printemps,
  - Jean Mersch, président du Centre des jeunes patrons,
  - René Mignon, agent de fabrique, des syndicats professionnels,
  - Georges Painvin, président de l'Union des industries chimiques et des aciéries d'Ugine,
  - Marcel Poimbœuf, secrétaire général de la Fédération des employés (syndicats chrétiens),
  - Marcel Roy, du Syndicat des métaux,
  - Jules Verger (d), entrepreneur d'électricité, président de la Confédération nationale des associations professionnelles mixtes.

Pétain inaugure sa première séance en juin 1941.

### Adoption
Une cinquième version est adoptée au Conseil des ministres le 4 octobre 1941. Mais René Belin, ministre du Travail, et François Lehideux, secrétaire d'État à la Production industrielle, demandent des modifications, acceptées par Pétain qui change souvent d'avis. C'est une huitième version qui est finalement publiée au Journal officiel le 26 octobre,.

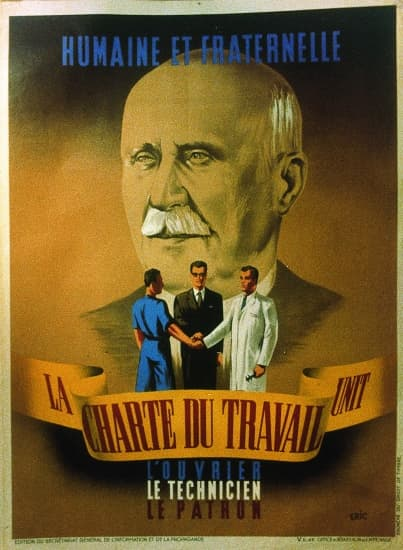
Affiche de propagande du secrétariat général de l'Information et de la Propagande.

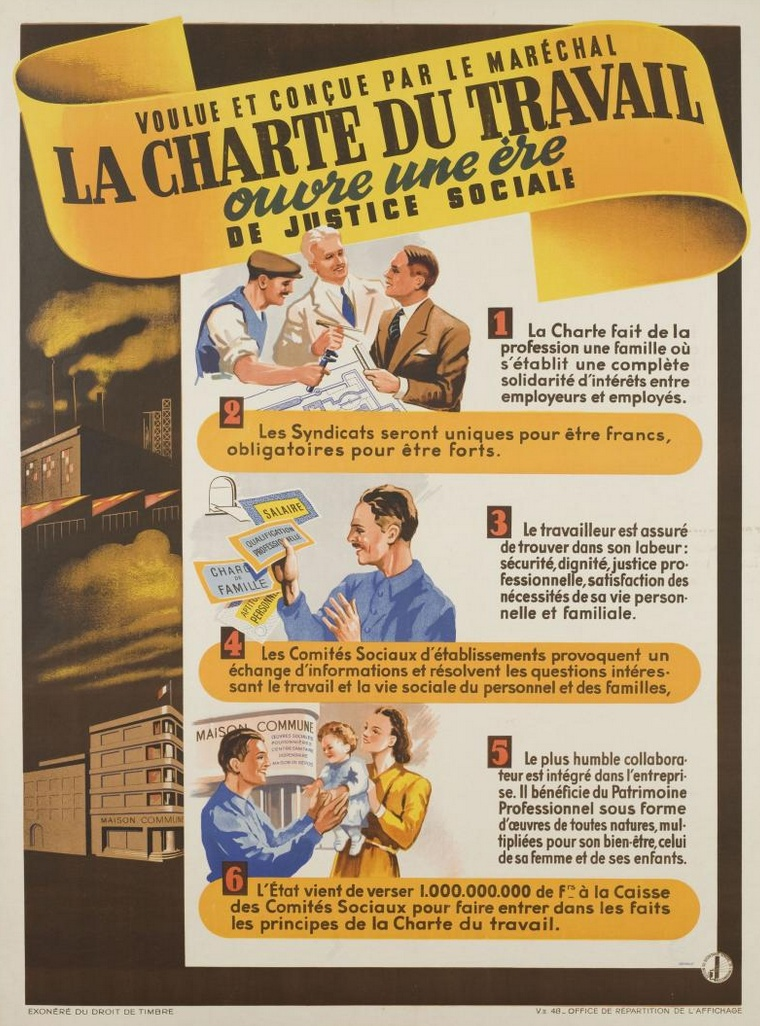

## Objet
Les rédacteurs de la Charte entendent supprimer la lutte des classes, favoriser l'entente entre patrons et ouvriers, et fonder juridiquement les bases d'un ordre social apaisé et harmonieux, marqué par une collaboration des classes sociales et une organisation des professions.

## Principales dispositions
La Charte instaure divers organismes à différentes échelles (entreprise, locale, régionale, nationale) : « familles professionnelles », sortes de corporations organisées par branches d'activité, dans les secteurs secondaire et tertiaire, syndicats uniques et obligatoires, « comités sociaux » chargés d'organiser les relations professionnelles au sein des entreprises et des métiers. Elle interdit la grève tout comme le lock-out par les patrons (article 5). 
Dans le même temps, la Charte proclame la naissance d'un salaire minimum vital (article 54) fixé par l'État, une ancienne revendication syndicale qui ne sera jamais mise en œuvre dans la France de Vichy mais « ouvrira la voie » au salaire minimum interprofessionnel garanti instauré en 1950.
Du fait des compromis qui ont présidés à sa rédaction puis à sa promulgation, la Charte est obscure, ambiguë et lacunaire sur plusieurs points qui vont devoir être précisés ultérieurement par des décrets d'application comme les conditions de formation des syndicats ou la composition et les modes de désignation des membres des commissions, des conseils d'administration et des comités.

## Bilan
La Charte va donner lieu à la mise en place d'organismes annoncés et définis dans ses articles. Ce sont des organismes tripartites c'est-à-dire rassemblant des patrons, des cadres et des ouvriers qui donc discutent ensemble de questions sociales, sous le contrôle de l'État. Elle provoque sous l'Occupation de nombreuses interrogations et des interprétations divergentes sur son application, sur les organismes à mettre en place, à propos de leur nature, leur composition, leur périmètre, leur hiérarchie, leurs missions.
La Charte annonçait la constitution de « comités sociaux d'établissement » dans les entreprises dont l'effectif est au moins égal à cent ouvriers ou employés, rassemblant « le chef d'entreprise et des représentants de toutes les catégories du personnel » (article 23) afin de réaliser « au premier degré la collaboration sociale et professionnelle entre la direction et le personnel » (article 24). Les comités sociaux d'entreprise, caricaturés parfois en « comités patates », ont été mis en place progressivement avec des réussites inégales selon les territoires et les professions, dans un contexte marqué par les difficultés sociales liées notamment aux questions du ravitaillement et des pénuries. Un organisme à l'origine privé, l'Office des comités sociaux, a tenté de convaincre patrons et salariés de l'intérêt et de la nécessité de ces comités sociaux et a contribué à leur mise en place. Ces comités préfigurent les futurs comités d'entreprise fondés à la Libération, en 1945–1946. 
Des familles professionnelles ont été mises en place de façon inégale. Les animateurs de leurs commissions provisoires ont été désignés par les ministres du Travail. Les syndicats uniques ont été un fiasco. 
Les syndicalistes se sont divisés au sujet des syndicats uniques et des comités sociaux. Certains ont accepté de participer aux organismes mis en place. Les ouvriers ont été peu réceptifs. Des patrons ont été favorables à la Charte, pour des raisons diverses, d'autres ont été indifférents. Certains patrons favorables à la Charte ont fini par se heurter à la conception étatiste et autoritaire de ministres du Travail, notamment Marcel Déat.